# Juan Xiol
Juan Xiol ou Juan Xiol Marchal, né le 14 septembre 1921 à Bilbao, mort en 1977 à Barcelone, est un réalisateur et scénariste espagnol.

## Biographie
Xiol Marchal naît d'un père espagnol et d'une mère française. Il se forme auprès de l'Institut des hautes études cinématographiques de Paris. Peu après la fin de la Seconde Guerre mondiale, il se lance dans les courts-métrages, et réalise son premier long métrage, El castillo de Rochal en 1946 ; il rédige aussi le scénario de ce film sur un triangle amoureux dans un milieu aristocratique.
Dans les années 1950, il ne réalise que deux films ; en 1961, Sendas cruzadas (un film criminel), et en 1965 La extranjera, un drame qui se fait remarquer. Après cela, il se lance dans les westerns spaghetti. Il tourne deux films au Venezuela en 1967, puis en 1970, un film sur le milieu du cyclisme, Las piernas de la serpiente. À partir de 1972 il se livre aussi à des films érotiques (Los farsantes del amor), et cela jusqu'à sa mort prématurée.

## Filmographie partielle

### Comme réalisateur
- 1946 : El castillo de Rochal
- 1947 : Ramsa
- 1957 : ¿Milagro en la ciudad?
- 1958 : Avenida Roma, 66
- 1961 : Sendas cruzadas
- 1965 : La extranjera
- 1965 : Ringo le hors-la-loi (Cinco pistolas de Texas), avec Ignacio F. Iquino
- 1965 : Río Maldito
- 1967 : Le Courageux, le Traître et le Sans-pitié (El hombre de Caracas), avec Edoardo Mulargia (sous le pseudo d'Edward G. Muller)
- 1970 : Las piernas de la serpiente
- 1971 : Femme mariée cherche jeune homme (Señora necesitada busca joven bien dotado)
- 1972 : La Femme Peintre (Los farsantes del amor)
- 1975 : El precio del aborto
- 1977 : Sexy... amor y fantasia

### Comme scénariste
- 1946 : El castillo de Rochal
- 1957 : ¿Milagro en la ciudad?
- 1958 : Avenida Roma, 66
- 1965 : La extranjera
- 1971 : Femme mariée cherche jeune homme (Señora necesitada busca joven bien dotado)
- 1972 : La Femme Peintre (Los farsantes del amor)
- 1975 : El precio del aborto
- 1977 : Sexy... amor y fantasia